# レオ・アントン・カール・デ・バル

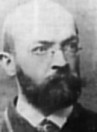
レオ・アントン・カール・デ・バル

レオ・アントン・カール・デ・バル（Leo Anton Karl de Ball、1853年11月23日-1916年12月12日）は、ドイツ、オーストリアの天文学者である。小惑星センターにはK. デ・バルという名前で登録されているが、一般にはレオ・デ・バルとして知られる。
彼はラインラントのロッベリヒで生まれ、ボンとベルリンで学問を修めて1877年に博士号を取得した。ゴータとBothkampの天文台で働き、1882年に小惑星を1つ発見した。その後ベルギーのセランにある天文台に移り、土星の質量の分析や、天体力学の研究、二重星の年周視差の測定などを行った。
1891年から1916年に亡くなるまで、ウィーンの天文台長を務めた。彼には多くの業績があるが、特に星表の二重星の年周視差の欄を多く埋めたことで有名である。